# سینجئونگ-دونگ (اولسان)
سینجئونگ-دونگ (اولسان) (به لاتین: Sinjeong-dong) یک منطقهٔ مسکونی در کره جنوبی است که در  Nam District  واقع شده‌است.